# 聖書ヘブライ語
聖書ヘブライ語（せいしょヘブライご）は、ヘブライ語聖書の本文に使われている言語であり、紀元前200年以前のヘブライ語をいう。古代ヘブライ語とも呼ばれる。

## 概要
聖書ヘブライ語は鉄器時代に使用されたセム語派北西セム諸語の一種であり、フェニキア語などとともにカナン諸語を構成する。
語彙の上からは他のカナン諸語と共通する点が多いが、フェニキア語のような北部の言語とは異なる点も多い。たとえば存在を表す動詞はヘブライ語で√hyy（היה）であるのに対してフェニキア語では√kwnであり、「する・作る」という意味の動詞はヘブライ語で√ʿśy（עשה）に対してフェニキア語は√pʿl（アラム語は√ʿbd）である。「黄金」はヘブライ語で zāhāḇ（זהב）であるのにウガリット語・フェニキア語では ḥrṣ という、など。
ヘブライ語聖書は紀元前1千年紀に書かれたが、現存する写本で時代のわかる最古のものは9世紀のものである。ただし紀元前1世紀ごろのものと考えられる死海文書中には聖書の断片が含まれるほか、聖書以外の多数のヘブライ語の文書が含まれる。
碑文は紀元前10世紀より古いものはなく、また充分な資料が現れるのは紀元前8世紀にはいってからである（シロアム碑文がよく知られる）。碑文からは南北で異なる方言が使われたことがわかるが、とくに南部のユダ王国の碑文は基本的に聖書のヘブライ語と同一の言語で書かれているといって差し支えない。ヘブライ語に方言差があったことに関しては有名なシボレトの故事がある。
文字としては最初フェニキア文字から派生した古ヘブライ文字を使用したが、バビロン捕囚以降は主にアラム文字を使用するようになった。ユダヤ人の使ったアラム文字の変種がヘブライ文字である。ただしアラム文字自体フェニキア文字に由来し、文字体系そのものは同じだったため、アラム文字への移行は単純なものだった。
古代のイスラエルは複雑な国際関係の中に置かれ、ヘブライ語には多数の借用語という形でそれが現れている。とくにアラム語の影響は早くから見られ、時代とともに影響が増大していった。ほかにエジプト語、アッカド語（新バビロニア語）、古代ペルシア語、ギリシア語、ラテン語からの借用語が見られる。

## 時代区分

### 古代詩文ヘブライ語
モーセ五書中の詩文である「ヤコブの祝福」（創世記49）、「井戸の歌」（民数記21:17-18）、「紅海の歌」（出エジプト記15）、「モーセの祝福」（申命記33）などの言語を指す。ダビデによるイスラエル統一王国の成立（紀元前1000年ごろ）以前の言語と考えられており、散文部分の言語との違いが大きい。
なお、「デボラの歌」（士師記5）が聖書最古の部分とされることがあるが、言語はむしろ後期聖書ヘブライ語と共通する。

### 標準聖書ヘブライ語
紀元前1000-500年ごろの言語。聖書の主要な部分はこの言語で書かれており、狭義の「聖書ヘブライ語」はこの言語を指す。古典ヘブライ語とも呼ばれる。

### 後期聖書ヘブライ語
紀元前500-200年ごろの言語。後期古典ヘブライ語とも呼ぶ。エズラ記、ネヘミヤ記、歴代志、ダニエル書、エステル記、コヘレトの言葉、ハガイ書、ゼカリヤ書、マラキ書、ヨナ書などがこの言語で書かれる。雅歌、ヨブ記、および詩篇の一部分もこの時期のものではないかと推論されている。
サマリア五書の言語もこの時代のヘブライ語の資料である。

## 発音
紀元前1千年紀のヘブライ語の発音については不明な点が多い。6世紀以降にマソラ学者によって正確な発音を表記する工夫がなされ、そのひとつであるティベリア式発音の記号が聖書にはつけられている。
各地の離散ユダヤ人はそれぞれ独自の伝統に従って聖書を読んだ。イスラエルでは現代ヘブライ語の発音で聖書を朗読している。

### 子音
セム祖語には29種類の子音が立てられるが、そのうち歯摩擦音の系列(ṯ ḏ /θ ð/)はヘブライ語ではそれぞれ/ʃ z/に融合した。また強勢音の /θʼ ɬʼ/ は ṣ /sʼ/ に融合した。
ヘブライ文字で1つの子音字がセム祖語の複数の音に対応するものには、ほかにח(ḥ ḫ /ħ x/)、ע(ʿ ḡ /ʕ ɣ/)、ש(š ś /ʃ ɬ/)があるが、これらの音は同じ字で書かれていてもヘレニズム時代にはまだ区別されていた可能性がある。ティベリア式発音ではこのうち š ś の区別のみが残ったが、おそらく後者の ś はすでに s に融合していた。
ヘブライ語で強勢音がどのように発音されたかは不明である。本来は放出音だったかもしれないが、後にアラビア語圏では咽頭化し、ヨーロッパでは単純な子音になった。
ほかにセム祖語に由来しない子音として、ギリシア語やイラン語派の無気音のpを表すための強勢音のṗがあったと考える学者もある。
6つの破裂音/p b t d k ɡ/は、母音の後の重子音以外の位置で摩擦音/f v θ ð x ɣ/に変化した（翻字するときには横線を加えてp̄ ḇ ṯ ḏ ḵ ḡと記される）。本来これらは音韻論的には条件異音であって音素としては同一だった。しかし後に条件を成りたたせる母音が消失することによって音韻論的に異なる子音になった。
「喉音」と呼ばれる4子音/ʔ, h, ħ, ʕ/は時代とともに弱化し、また周辺の母音の音色に影響を与えた。これらによって以下のような不規則な現象が引きおこされた。
- 喉音および/r/は重子音化しないため、重子音は単純子音化した。そのかわりに先行する母音を長母音化（代償延長）することがあった。
- 喉音の後には母音/ə/を加えることができず、最短母音(/ă, ĕ, ŏ/)に変わった。
- /ʔ/を除く語末の喉音の前に母音/a/が音挿入された（潜入パタフ）。

### 母音
ヘブライ文字では y w h などの子音を表す文字を母音のために転用することがあったが（準母音と呼ばれる）、聖書においてはこれらの文字を入れるか入れないかが不規則であり、同じ語でも複数の綴り方がなされることがあった。中世の学者によってつけられたニクードによって正確な母音が判明するが、この記号によって示されるティベリア式発音は、ヘクサプラ（3世紀はじめ）でギリシア文字によってつけられた母音とはかならずしも一致しない。
セム祖語には短母音 a i u、長母音 ā ī ū、二重母音 ay aw が立てられる。これに対してヘブライ語のティベリア式発音では7つの母音/a ɛ e i ɔ o u/、有声のシュワー/ə/、3つの最短母音/ă ĕ ŏ/の合計11の母音を立てる（ニクードでは原則として母音の長短は表されない）。慣習的な翻字では、12世紀のヨセフ・キムヒ (Joseph Kimhi) らによる長短5母音による読みを反映して、/ɛ/をeで、/e/をēで、/ɔ/を長母音はā・短母音はo、/o/をōで表すが（さらに準母音がつくときには â ê î ô û などの記号を用いる）、これはマソラ学者の本来の意図からずれている。
聖書ヘブライ語には単語に停止形があり、息の切れ目に置かれた単語を長めに発音する結果、母音が変化することがある。
セム祖語の長母音のうちī ūはヘブライ語でもそのまま残ったが、āはōに変化した。二重母音は強勢がある場合には原則として2音節化し（ay → ayi、aw → āwe）、そうでない場合には紀元前1千年紀後半以降に単純母音化して ē ō になった。
いっぽう、セム祖語の短母音のヘブライ語での変化は複雑である。一般に強勢のある音節では長母音ā ē ōになった。ただし母音がaの場合、（セム祖語で）重子音で終わる音節では短いまま残り、子音結合で終わる場合にはaはeに変化して、さらに子音結合の間に音挿入がなされた（いわゆるセゴリーム (Segolate) 、meleḵ < *malk「王」）。強勢のない場合、開音節では位置や品詞によって長母音またはシュワー（あるいは最短母音）に変化したが、閉音節では短いまま残った。
聖書ヘブライ語には二重母音は存在しない。

### 音節構造
聖書ヘブライ語の音節は原則として子音ではじまり、開音節(CV)または閉音節(CVC, CVCC)であるが、CVCCは語末にのみ現れる。ただし接続詞 wə- が û に変化する場合のみ母音ではじまる。ティベリア式発音ではシュワーを持つ音節が2つ続くことは許されず、CəCəはCiCに変化する。
強勢は多くの語において最後の音節に置かれるが、最後から2番目に強勢の置かれる語も少なくない。

## 文法
名詞・形容詞は2つの性、3つの数、定性を持つ。また、名詞が別の名詞を後ろから修飾するときに、修飾される名詞は連語形という特別の形を取る。女性名詞には接尾辞 -â または -t がつくことが多い。複数形の接尾辞には -îm（男性に多い）、-ôt（女性に多い）がある。後期聖書ヘブライ語では -îm にかわって -în の形が見られる。双数は -ayim 語尾を加えるが、対になった名詞（耳、手、足など）に使用は限られ、形容詞には使用されない。定冠詞は通常 ha- がつき、名詞の最初の子音が重子音になる。最初の子音が喉音またはrの場合には重子音化されず、定冠詞が hā- に変化する（場合により he- や ha- にもなる）。不定冠詞は存在しない。前置詞 bə-, kə-, lə-「…の中で、…のように、…へ」が定冠詞の前につくと、前置詞と定冠詞が融合してba-, ka-, la-のようになる。
人称代名詞は3つの人称、2つの数があり、一人称以外には2つの性の区別もある。また、独立した代名詞のほかに接尾辞形を使用するが、名詞につく場合は名詞が単数か複数かによって異り、動詞につく場合には動詞が完了形か未完了形かによって異なる形を取る。指示代名詞は近称と遠称、2つの数、2つの性で異なる形を取る。疑問代名詞 mî「誰」と mah「何」は変化しない。関係代名詞は時代によって異なり、通常の聖書ヘブライ語では ʾašer を使用するが、韻文では zeh, zû のような指示代名詞由来の形が使われることがある。また後期聖書ヘブライ語ではše-という前接語を使用する。
動詞には完了形と未完了形の2つの形があり、それぞれ3つの人称、2つの数、2つの性（一人称以外）により変化するが、他の多くのセム語と同様、完了形には人称接尾辞がつくのに対して、未完了形には人称接頭辞（と接尾辞）がつく。
聖書ヘブライ語の変わった特色として、接続詞 wa-（後続子音は重子音化）の後に未完了形がつくと完了の意味になり、逆に接続詞 wə- が完了形につくと未完了の意味になる。これは歴史的にはヘブライ語で語末母音が消滅した結果、古い完了形と新しい未完了形の形が同一になってしまい、wa-の後でのみ古い完了の意味が現れているものと解釈される（完了形が未完了の意味になるのは類推による）。
未完了形からは命令形、指示形、願望形の3種類が派生する。動詞には能動と受動の2つの分詞と不定詞がある。
動詞語幹にはパアル（カル）、ニフアル、ピエル、プアル、ヒフイル、ホフアル、ヒトパエルの7つの形がある。語根を構成する3子音を q-t-l で表すと、完了形はそれぞれ qātal, niqtal, qittēl, quttal, hiqtîl, hoqtal, hitqattēlとなる。ニフアルは中動受動態的な意味を表す。ピエルは本来他動詞化の意味を持っていたが、実際の動詞ではカルとの違いは不鮮明である。プアルはピエルの受動態、ヒフイルは使役、ホフアルはヒフイルの受動態、ヒトパエルは自動詞的・反射的な意味を表す。
文の基本的な語順はVSO型だが、SVO、OVS、VOSなどの形も珍しくない。